# Bloque de búsqueda

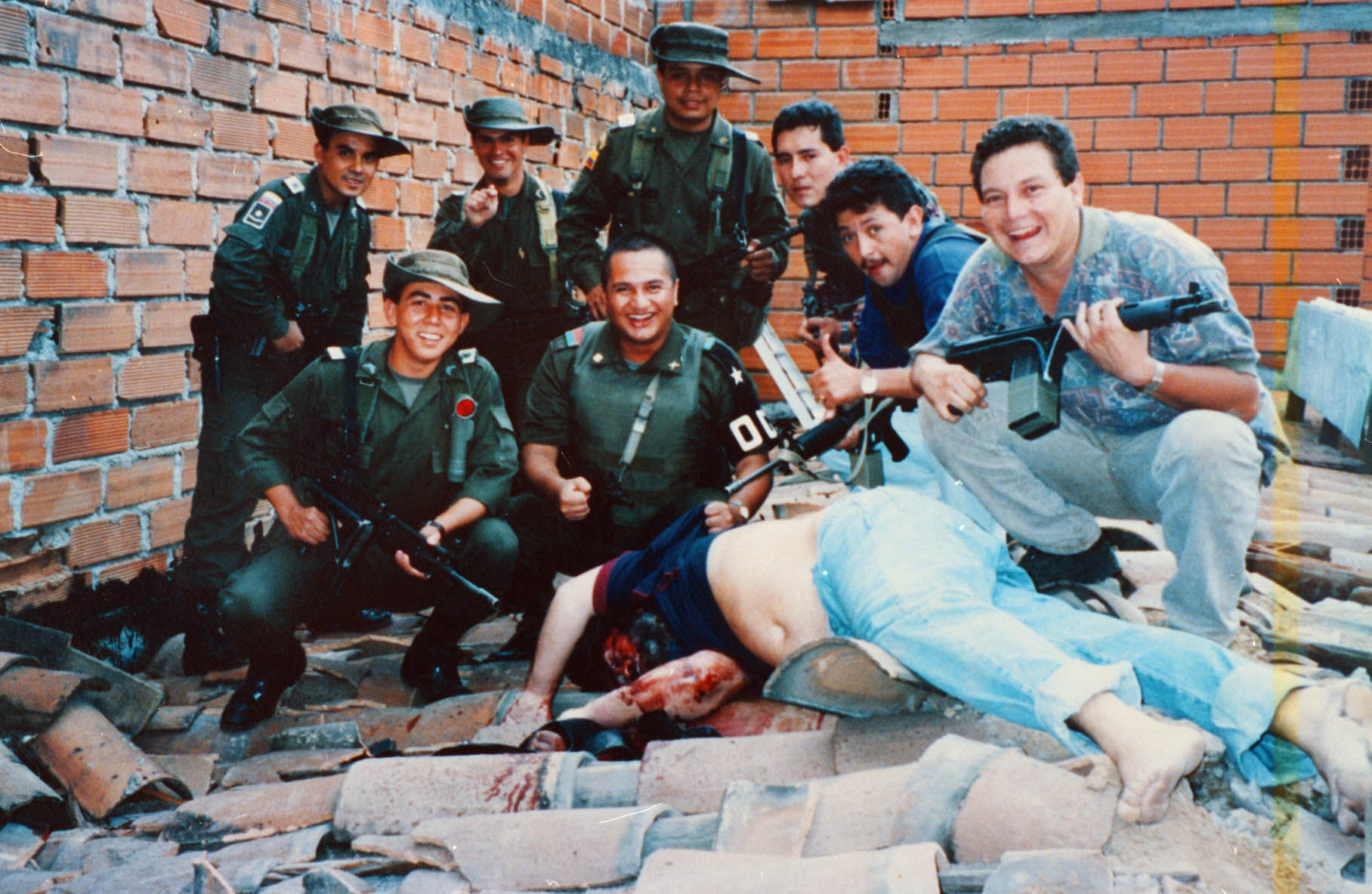
Membri del Bloque de búsqueda con il corpo di Pablo Escobar, morto in una sparatoria dopo 17 mesi di latitanza.

Il Bloque de búsqueda (in italiano Blocco di ricerca) era un'unità delle operazioni speciali della Polizia Nazionale della Colombia, istituita appositamente per catturare Pablo Escobar dopo la fuga dalla prigione de La Catedral.

## Storia
Il blocco fu creato nel 1992 dall'allora presidente colombiano César Gaviria, con lo scopo specifico di catturare vivo o morto l'allora leader del narcotraffico colombiano Pablo Escobar, che era scappato dalla sua lussuosa prigione, e i suoi collaboratori più vicini. Il Bloque de Búsqueda era però stato attivato nel secondo semestre del 1989, per affrontare il cartello di Medellín, con il nome iniziale di Gruppo Élite. Così operò fino alla metà del 1991, quando Pablo Escobar si consegnò alle autorità. Ma la fuga del leader causò l'immediata riattivazione del gruppo nell'agosto del 1992, con la stessa struttura del Gruppo Élite. Il suo comandante originale fu il colonnello Hugo Martínez Poveda. I membri del blocco erano addestrati nelle Forze Speciali dell'Esercito degli Stati Uniti e selezionati per non essere mai stati sospettati di corruzione, per la loro totale incorruttibilità e per non avere nessun contatto con i differenti cartelli.
Durante la sua missione, il Bloque de Búsqueda riscontrò numerosi ostacoli, come la taglia promessa da Escobar ai ragazzi delle comunas per ogni poliziotto ucciso, oppure le accuse di collaborazione con il gruppo armato irregolare opposto ad Escobar conosciuto come i Los Pepes (sigla per “Perseguitati da Pablo Escobar”). Rispetto a questa seconda ipotesi, sorsero diversi interrogativi riguardo alle morti sospette di alcuni collaboratori di Escobar, che sarebbero state commesse dai Los Pepes arruolati nelle file del Bloque de Búsqueda. Questi sospetti portarono l'ambasciatore degli Stati Uniti a Bogotà a mettere momentaneamente in dubbio il suo appoggio all'operazione, appoggio che consisteva nella fornitura di un piccolo aereo da turismo equipaggiato con un sofisticato sistema di intercettazione, con l'obiettivo di rintracciare e determinare nell'area metropolitana di Medellín la posizione esatta da cui Pablo Escobar comunicava telefonicamente con i suoi familiari, i soci e gli alleati. Proprio con questa procedura, mentre Pablo stava parlando al telefono con il figlio, il gruppo di ricerca finalmente riuscì ad ottenere la sua posizione il 2 dicembre 1993, e ad ucciderlo, dopo una breve sparatoria.
Dopo lo smantellamento del Cartello di Medellín a seguito della morte del suo leader, il Bloque de Búsqueda a Medellín è stato denominato "Corpo Antinarcotici della Valle dell'Aburra". Il Bloque de Búsqueda fu trasferito nella città di Cali (capitale del dipartimento colombiano della Valle del Cauca), con il proposito di combattere il Cartello di Cali, rivale del primo, attraverso la cattura del capo finanziario dell'organizzazione Guillermo Pallomari, seguito un anno dopo con le catture dei fratelli Miguel Rodríguez Orejuela e Gilberto Rodríguez Orejuela, l'uccisione di José Santacruz Londoño e la pressione svolta su Elmer Fransisco Herrera Buitrago, causando la sua resa alla giustizia assieme al partner Víctor Patiño Fómeque.
Il Bloque de Búsqueda è stato riattivato nel 2004 per combattere i trafficanti di cocaina e eroina che operavano nel sud-ovest della Colombia. La nuova missione era quindi di affrontare il Cartello di Norte del Valle e arrestare il capo, Diego León Montoya Sánchez.

## Colpi al Cartello di Medellín
Come Grupo Elite
- 23 novembre 1989: operazione lampo nella tenuta El Oro, a Cocorna (Antioquia). Escobar riuscì a scappare, ma morirono due dei suoi collaboratori, di cui uno, Mario Henao Vallejo, era anche il cognato, e 55 furono arrestati.
- 14 giugno 1990: in un appartamento di Medellín vien ucciso il capo dei sicari di Escobar, John Jairo Arias Tascón alias Pinina.
- 12 agosto 1990: viene ucciso Gustavo Gaviria Rivero, cugino e mano destra di Pablo Escobar.
- 21 gennaio 1991: in una duplice operazione a Medellín e Rionegro vengono uccisi due dei temibili fratelli Prisco Lopera.

Come Bloque de Búsqueda
- 28 ottobre 1992: Brances Alexander Muñoz alias Tyson, uno dei capi militari del Cartello, viene ucciso.
- 27 novembre 1992: viene ucciso Johny Rivera Acosta "il Piccione" e due guardie in Itagüí (Antioquia).
- 1 marzo 1993: viene ucciso Hernán Darío Henao “HH”, capo di sicurezza del cartello di Medellín,
- 19 marzo 1993: durante una sparatoria contro il gruppo di ricerca, viene ucciso Mario Castaño Molina “El chopo”, capo dei sicari di Pablo Escobar.
- 6 ottobre 1993: muore Alfonso León Puerta Muñoz "El Angelito", ultimo membro d'importanza dell'apparato militare del cartello di Medellín.
- 2 dicembre 1993: Pablo Emilio Escobar Gaviria, "El patrón", viene ucciso a Medellín da 15 uomini del Bloque de Búsqueda. Accanto a lui muore la guardia Álvaro de Jesús Agudelo "El Limón". È la fine del Cartello.[3]